# Meg the Lady
Meg the Lady er en britisk stumfilm fra 1916 af Maurice Elvey.

## Medvirkende
- Elisabeth Risdon som Lady Brisby
- Fred Groves som Giles Curwen
- Eric Stuart som Teddy